# Сіренко Варвара Захарівна
Варва́ра Заха́рівна Сіре́нко (24 листопада 1911 — 24 листопада 2000) — українська радянська діячка сільського господарства, ланкова радгоспу «Червона Хвиля» у Великобурлуцькому районі. Герой Соціалістичної Праці.

## Життєпис
Варвара Сіренко народилася 24 листопада 1911 року на території сучасної Харківської області в українській селянській родині. Здобула початкову освіту, у 1935 році почала працювати у радгоспі «Червона Хвиля», через дванадцять років вона очолила рільничу ланку з вирощення зернових культур. Того року радгосп зібрав рекордну кількість зернових культур, зокрема ланка Сіренко зібрала 35,7 центнера озимої пшениці з гектара на загальній площі у 35 гектарів. За що Президія Верховної ради СРСР указом від 13 березня 1948 року надала Варварі Сіренко звання Героя Соціалістичної Праці з врученням ордена Леніна та медалі «Серп і Молот». Окрім неї, звання героя отримали ще вісім працівників «Червоної Хвилі», це директор радгоспу Олександр Майборода, керівник 1-го відділу радгоспу Пилип Куценко та ланкові: Марія Губіна, Варвара Житник, Катерина Колесник, Тетяна Лідовська, Пелагія Олійник і Ганна Пасмур.
Мешкала у селі Зелений Гай Великобурлуцького району. Також була нагороджена кількома медалями, зокрема медаллю «За доблесну працю. В ознаменування 100-річчя з дня народження Володимира Ілліча Леніна». Померла Варвара Сіренко 24 листопада 2000 року і була похована у селі Зелений Гай.

## Нагороди
- Герой Соціалістичної праці (13.03.1948)[1]
- орден Леніна (13.03.1948)[1]
- медаль «Серп і Молот» (13.03.1948)[1]
- медаль «В ознаменування 100-річчя з дня народження Володимира Ілліча Леніна»[1]
- медалі[1]